# Юношеская лига УЕФА 2017/2018
Юношеская лига УЕФА 2017/2018 — пятый розыгрыш Юношеской лиги УЕФА, клубного футбольного турнира среди юношеских команд европейских клубов, проводимого УЕФА.

## Путь Лиги чемпионов УЕФА
В Пути Лиги чемпионов УЕФА 32 команды были поделены на восемь групп по четыре команды. Для них не проводилось отдельной жеребьёвки, состав групп соответствует жеребьёвке группового этапа Лиги чемпионов УЕФА 2017/2018.
В каждой группе команды играют друг против друга дома и в гостях по круговой системе. Игровыми днями являются 12-13 сентября, 26-27 сентября, 17-18 октября, 31 октября - 1 ноября, 21-22 ноября и 5-6 декабря 2017. Восемь победителей групп попадают в 1/8 финала, а восемь команд, занявших вторые места в группах, попадают в стыковые матчи, где к ним присоединятся восемь победителей второго раунда Пути национальных чемпионов.
| Определение положения команд в случае равенства набранных очков |
| --- |
| Положение команд определяется по количеству набранных очков (3 очка за победу, 1 очко за ничью, 0 очков за поражение). В случае, если две или более команд имеют равное количество очков по завершении групповых матчей, для определения положения команд применяются следующие критерии в данном порядке: 1. большее количество очков в матчах между рассматриваемыми командами; 2. лучшая разница забитых и пропущенных голов в матчах между рассматриваемыми командами; 3. большее количество голов, забитых в матчах между рассматриваемыми командами; 4. большее количество голов, забитых на чужом поле, в матчах между рассматриваемыми командами; 5. в случае, если после применения критериев с 1 по 4 команды всё ещё имеют одинаковое положение, критерии с 1 по 4 применяются снова исключительно к матчам между рассматриваемыми командами для определения их окончательного положения. В случае, если эта процедура не приводит к решению, применяются критерии с 6 по 12; 6. лучшая разница забитых и пропущенных голов во всех групповых матчах; 7. большее количество голов, забитых во всех групповых матчах; 8. большее количество голов, забитых на чужом поле, во всех групповых матчах; 9. большее количество побед во всех групповых матчах; 10. большее количество побед на чужом поле во всех групповых матчах; 11. меньшее общее количество дисциплинарных очков, основанных только на количестве жёлтых и красных карточек, полученных во всех групповых матчах (3 очка за красную карточку, 1 очко за жёлтую карточку, 3 очка за удаление после двух жёлтых карточек в одном матче); 12. жребий. |

| Условные цветовые обозначения в таблицах групп                       |
| -------------------------------------------------------------------- |
| Победители групп попадают в 1/8 финала.                              |
| Команды, занявшие вторые места в группах, попадают в стыковые матчи. |

### Группа A
| Команда           | И | В | Н | П | ГЗ | ГП | РГ | О  |
| ----------------- | - | - | - | - | -- | -- | -- | -- |
| Базель            | 6 | 3 | 2 | 1 | 14 | 11 | +3 | 11 |
| Манчестер Юнайтед | 6 | 3 | 2 | 1 | 11 | 9  | +2 | 11 |
| Бенфика           | 6 | 1 | 4 | 1 | 10 | 8  | +2 | 7  |
| ЦСКА (Москва)     | 6 | 1 | 0 | 5 | 8  | 15 | -7 | 3  |

### Группа B
| Команда   | И | В | Н | П | ГЗ | ГП | РГ | О  |
| --------- | - | - | - | - | -- | -- | -- | -- |
| Бавария   | 6 | 4 | 2 | 0 | 14 | 6  | +8 | 14 |
| ПCЖ       | 6 | 3 | 1 | 2 | 11 | 9  | +2 | 10 |
| Селтик    | 6 | 2 | 0 | 4 | 10 | 15 | -5 | 6  |
| Андерлехт | 6 | 1 | 1 | 4 | 6  | 11 | -5 | 4  |

### Группа C
| Команда         | И | В | Н | П | ГЗ | ГП | РГ  | О  |
| --------------- | - | - | - | - | -- | -- | --- | -- |
| Челси           | 6 | 5 | 0 | 1 | 17 | 7  | +10 | 15 |
| Атлетико Мадрид | 6 | 3 | 0 | 3 | 12 | 11 | +1  | 9  |
| Рома            | 6 | 3 | 0 | 3 | 11 | 6  | +5  | 9  |
| Карабах         | 6 | 1 | 0 | 5 | 3  | 19 | -16 | 3  |

### Группа D
| Команда    | И | В | Н | П | ГЗ | ГП | РГ  | О  |
| ---------- | - | - | - | - | -- | -- | --- | -- |
| Барселона  | 6 | 5 | 1 | 0 | 12 | 1  | +11 | 16 |
| Спортинг   | 6 | 2 | 3 | 1 | 10 | 6  | +4  | 9  |
| Олимпиакос | 6 | 1 | 2 | 3 | 6  | 14 | -8  | 5  |
| Ювентус    | 6 | 1 | 0 | 5 | 4  | 11 | -7  | 3  |

### Группа E
| Команда   | И | В | Н | П | ГЗ | ГП | РГ  | О  |
| --------- | - | - | - | - | -- | -- | --- | -- |
| Ливерпуль | 6 | 5 | 0 | 1 | 18 | 3  | +15 | 15 |
| Спартак   | 6 | 2 | 2 | 2 | 11 | 8  | +3  | 8  |
| Севилья   | 6 | 2 | 2 | 2 | 6  | 12 | -6  | 8  |
| Марибор   | 6 | 1 | 0 | 5 | 2  | 14 | -12 | 3  |

### Группа F
| Команда        | И | В | Н | П | ГЗ | ГП | РГ | О  |
| -------------- | - | - | - | - | -- | -- | -- | -- |
| Манчестер Сити | 6 | 4 | 1 | 1 | 14 | 7  | +7 | 13 |
| Фейеноорд      | 6 | 2 | 3 | 1 | 11 | 8  | +3 | 9  |
| Шахтёр         | 6 | 2 | 1 | 3 | 7  | 12 | -5 | 7  |
| Наполи         | 6 | 1 | 1 | 4 | 12 | 17 | -5 | 4  |

### Группа G
| Команда    | И | В | Н | П | ГЗ | ГП | РГ  | О  |
| ---------- | - | - | - | - | -- | -- | --- | -- |
| Порту      | 6 | 5 | 0 | 1 | 15 | 7  | +8  | 15 |
| Монако     | 6 | 3 | 1 | 2 | 15 | 10 | +5  | 10 |
| РБ Лейпциг | 6 | 1 | 2 | 3 | 10 | 12 | -2  | 5  |
| Бешикташ   | 6 | 1 | 1 | 4 | 5  | 16 | -11 | 4  |

### Группа H
| Команда             | И | В | Н | П | ГЗ | ГП | РГ  | О  |
| ------------------- | - | - | - | - | -- | -- | --- | -- |
| Тоттенхэм Хотспур   | 6 | 4 | 1 | 1 | 15 | 6  | +9  | 13 |
| Реал Мадрид         | 6 | 3 | 1 | 2 | 21 | 10 | +11 | 10 |
| Боруссия (Дортмунд) | 6 | 3 | 0 | 3 | 14 | 12 | +2  | 9  |
| АПОЭЛ               | 6 | 1 | 0 | 5 | 2  | 24 | -22 | 3  |

## Путь национальных чемпионов
В Пути национальных чемпионов 32 команды проводят два раунда двухматчевых противостояний с матчами дома и в гостях. Жеребьёвка прошла 29 августа 2017. Сеяных команд не было, но перед жеребьёвкой 32 команды были поделены на четыре группы, определённые по спортивному и географическому признаку. В первом раунде команды из одной группы сыграют друг против друга. Во втором раунде победители группы 1 сыграют против победителей группы 2, победители группы 3 сыграют против победителей группы 4, а порядок матчей был определён жеребьёвкой.
| Группа 1                                                                                      | Группа 2                                               | Группа 3                                                      | Группа 4                                                                                |
| --------------------------------------------------------------------------------------------- | ------------------------------------------------------ | ------------------------------------------------------------- | --------------------------------------------------------------------------------------- |
| Интернационале Динамо (Киев) Динамо (Бухарест) Локомотива Лудогорец Зимбру Железничар Влазния | Аякс Легия Хаммарбю Мольде Эсбьерг Брейдаблик КяПа ЮКД | Бордо Спарта Зальцбург Нитра Гонвед Шкендия Дюделанж Сутьеска | Краснодар Бурсаспор Шахтёр (Солигорск) Маккаби (Хайфа) Бродарац Кайрат Сабуртало Лиепая |

В случае, если после основного времени ответного матча общий счёт остаётся равным, для определения победителя используется правило гола, забитого на чужом поле. В случае, если команды по-прежнему равны, победитель определяется в серии пенальти (дополнительное время не играется).

### Первый раунд
Первые матчи прошли 26 и 27 сентября, ответные — 17 и 18 октября 2017. 16 победителей первого раунда попали во второй раунд.
| Команда 1         | Итог     | Команда 2          | 1-й матч | 2-й матч |
| ----------------- | -------- | ------------------ | -------- | -------- |
| Динамо (Бухарест) | 2-4      | Локомотива         | 0:2      | 2:2      |
| Бордо             | 0-5      | Зальцбург          | 0:1      | 0:4      |
| Зимбру            | 7-3      | Влазния            | 3:1      | 4:2      |
| Хаммарбю          | 0-6      | Аякс               | 0:2      | 0:4      |
| КяПа              | 2-4      | Эсбьерг            | 1:2      | 1:2      |
| Интернационале    | 5-2      | Динамо (Киев)      | 2:2      | 3:0      |
| Лудогорец         | 3-4      | Железничар         | 1:1      | 2:3      |
| Кайрат            | 2-11     | Краснодар          | 2:2      | 0:9      |
| Бурсаспор         | 1-2      | Сабуртало          | 0:1      | 1:1      |
| Дюделанж          | 1-7      | Спарта             | 0:4      | 1:3      |
| Бродарац          | 2-1      | Маккаби (Хайфа)    | 1:1      | 1:0      |
| Нитра             | 2-1      | Шкендия            | 1:0      | 1:1      |
| Лиепая            | 2-4      | Шахтёр (Солигорск) | 2:1      | 0:3      |
| Брейдаблик        | 1-3      | Легия              | 1:3      | 0:0      |
| Сутьеска          | 2-3      | Гонвед             | 2:2      | 0:1      |
| ЮКД               | 3-3 (гв) | Мольде             | 2:1      | 1:2      |

### Второй раунд
Первые матчи прошли 29 октября - 1 ноября, ответные — 21 и 22 ноября 2017. 8 победителей второго раунда попали в стыковые матчи, где к ним присоединились восемь команд, занявших вторые места в группах Пути Лиги чемпионов УЕФА.
| Команда 1          | Итог     | Команда 2  | 1-й матч | 2-й матч |
| ------------------ | -------- | ---------- | -------- | -------- |
| Шахтёр (Солигорск) | 2-3      | Нитра      | 2:0      | 0:3      |
| Локомотива         | 1-1 (гв) | Железничар | 1:1      | 0:0      |
| Легия              | 3-4      | Аякс       | 1:4      | 2:0      |
| Интернационале     | 10-1     | Эсбьерг    | 4:1      | 6:0      |
| Краснодар          | 9-1      | Гонвед     | 8:0      | 1:1      |
| Зимбру             | 0-2      | Мольде     | 0:0      | 0:2      |
| Спарта             | 2-6      | Зальцбург  | 2:4      | 0:2      |
| Бродарац           | 3-3 (гв) | Сабуртало  | 1:1      | 2:2      |

## Стыковые матчи
В стыковых матчах 16 команд делятся на восемь пар, в которых играется по одному матчу. Жеребьёвка будет проведена 11 декабря 2017. Восемь победителей второго раунда Пути национальных чемпионов сыграют дома с командами, занявшими вторые места в группах Пути Лиги чемпионов УЕФА. Команды из одной ассоциации не могут сыграть друг с другом.
В случае, если после основного времени счёт равный, победитель определяется в серии пенальти (дополнительное время не играется).
Стыковые матчи прошли 6 и 7 февраля 2018. Восемь победителей стыковых матчей попали в 1/8 финала.
| Команда 1      | Счёт        | Команда 2         |
| -------------- | ----------- | ----------------- |
| Интернационале | 3-3 (3-1 п) | Спартак           |
| Нитра          | 2-3         | Фейеноорд         |
| Аякс           | 0-0 (2-4 п) | Пари Сен-Жермен   |
| Железничар     | 1-3         | Атлетико Мадрид   |
| Краснодар      | 0-0 (0-3 п) | Реал Мадрид       |
| Мольде         | 2-2 (2-4 п) | Монако            |
| Зальцбург      | 5-2         | Спортинг          |
| Бродарац       | 0-2         | Манчестер Юнайтед |

## Плей-офф
В плей-офф 16 команд сыграют в турнире на выбывание, в каждой паре будет сыграно по одному матчу. Жеребьёвка пройдёт 9 февраля 2017. Механизм жеребьёвок для каждого раунда следующий:
- В жеребьёвке 1/8 финала восемь победителей групп Пути Лиги чемпионов УЕФА сыграют против восьми победителей стыковых матчей. Команды из одной группы Пути Лиги чемпионов УЕФА не могут сыграть друг с другом, но команды из одной ассоциации могут сыграть друг с другом. Жеребьёвка также определит хозяев каждого из матчей 1/8 финала.
- В жеребьёвке четвертьфиналов и последующих раундов нет посева, и команды из одной группы и одной ассоциации могут сыграть друг с другом. Жеребьёвка также определяет хозяина каждого из четвертьфинальных матчей и номинальных «хозяев» полуфинальных матчей и финала (которые проводятся на нейтральном стадионе).

В случае, если после основного времени счёт равный, победитель определяется в серии пенальти (дополнительное время не играется)

### Сетка турнира
| 1/8 финала     | 1/8 финала |  |            | Четвертьфиналы | Четвертьфиналы |  |  | Полуфиналы     | Полуфиналы |  |  | Финал     | Финал |
|                |            |  |            |                |                |  |  |                |            |  |  |           |       |
| Бавария        | 2          |  |            |                |                |  |  |                |            |  |  |           |       |
| Реал Мадрид    | 3          |  |            | Реал Мадрид    | 2              |  |  |                |            |  |  |           |       |
| Челси          | 5          |  | Челси      | 4              |                |  |  |                |            |  |  |           |       |
| Фейеноорд      | 2          |  |            |                |                |  |  | Челси          | 2(5)       |  |  |           |       |
| Тоттенхэм      | 1(3)       |  |            |                |                |  |  | Порту          | 2(4)       |  |  |           |       |
| Монако         | 1(1)       |  |            | Тоттенхэм      | 0              |  |  |                |            |  |  |           |       |
| Порту          | 3          |  | Порту      | 2              |                |  |  |                |            |  |  |           |       |
| Зальцбург      | 1          |  |            |                |                |  |  |                |            |  |  | Челси     | 0     |
| Манчестер Сити | 1(3)       |  |            |                |                |  |  |                |            |  |  | Барселона | 3     |
| Интернационале | 1(2)       |  |            | Манчестер Сити | 1(3)           |  |  |                |            |  |  |           |       |
| Ливерпуль      | 2          |  | Ливерпуль  | 1(2)           |                |  |  |                |            |  |  |           |       |
| Ман. Юнайтед   | 0          |  |            |                |                |  |  | Манчестер Сити | 4          |  |  |           |       |
| ПСЖ            | 0          |  |            |                |                |  |  | Барселона      | 5          |  |  |           |       |
| Барселона      | 1          |  |            | Барселона      | 2              |  |  |                |            |  |  |           |       |
| Атлетико М     | 1          |  | Атлетико М | 0              |                |  |  |                |            |  |  |           |       |
| Базель         | 0          |  |            |                |                |  |  |                |            |  |  |           |       |

### 1/8 финала
Матчи 1/8 финала прошли 20 и 21 февраля 2018.
| Команда 1         | Счёт        | Команда 2         |
| ----------------- | ----------- | ----------------- |
| Пари Сен-Жермен   | 0-1         | Барселона         |
| Манчестер Сити    | 1-1 (3-2 п) | Интернационале    |
| Тоттенхэм Хотспур | 1-1 (3-1 п) | Монако            |
| Порту             | 3-1         | Зальцбург         |
| Ливерпуль         | 2-0         | Манчестер Юнайтед |
| Атлетико Мадрид   | 1-0         | Базель            |
| Бавария           | 2-3         | Реал Мадрид       |
| Челси             | 5-2         | Фейеноорд         |

### Четвертьфиналы
Четвертьфинальные матчи прошли 13 и 14 марта 2018.
| Команда 1         | Счёт        | Команда 2       |
| ----------------- | ----------- | --------------- |
| Барселона         | 2-0         | Атлетико Мадрид |
| Реал Мадрид       | 2-4         | Челси           |
| Тоттенхэм Хотспур | 0-2         | Порту           |
| Манчестер Сити    | 1-1 (3-2 п) | Ливерпуль       |

### Полуфиналы
Полуфинальные матчи прошли 20 апреля 2018 на стадионе «Коловрэ» в Ньоне.
| Команда 1      | Счёт        | Команда 2 |
| -------------- | ----------- | --------- |
| Челси          | 2:2 (5:4 п) | Порту     |
| Манчестер Сити | 4:5         | Барселона |

### Финал
Финал пройшёл 23 апреля 2018 на стадионе «Коловрэ» в Ньоне.
| Команда 1 | Счёт | Команда 2 |
| --------- | ---- | --------- |
| Челси     | 0:3  | Барселона |